# Afonso de Portugal (1390–1400)
Infante Dom Afonso (Santarém, 31 de julho de 1390 - Braga, 22 de dezembro de 1400) foi um Infante de Portugal, herdeiro presumido do Reino de Portugal. Não possuiria o título de Príncipe herdeiro de Portugal pois este título foi criado por seu irmão, quando rei, Duarte de Portugal.
Era filho de D. João I e de D. Filipa de Lencastre. No ano anterior teria morrido uma primeira filha do casal, de nome Branca, mas D. Afonso era o herdeiro da coroa portuguesa, porque primogénito varão.
Em finais de 1400, a família real dirigiu-se à província do Minho, para a consagração, por parte de D. João I, da igreja de Nossa Senhora da Oliveira, em Guimarães, bem como para a celebração das Cortes (Janeiro de 1401). Estando a comitiva ainda em Braga, o príncipe herdeiro adoeceu. E acabaria por falecer no dia 22 de Dezembro de 1400, na mesma cidade de Braga.

## Túmulo
Encontra-se sepultado na Sé Catedral de Braga, num mausoléu que a historiografia de arte tem considerado proveniente da Flandres, supostamente por encomenda da sua irmã Isabel, casada com D. Filipe III, o Bom Duque de Borgonha.
Composta por uma arca tumular e um jacente, encimada por um baldaquino (espécie de pálio), a obra é unanimemente considerada ímpar na tumulária europeia. A estrutura de madeira é totalmente revestida por elementos de cobre dourado e prateado, contendo ainda uma inscrição. O conjunto tumular não tem precedentes em Portugal, porquanto reúne características formais, estilísticas e materiais únicas na arte funerária medieval.
Datado do século XV, tem 118 peças na parte tumular e 110 no baldaquino.
Consultar a apresentação do projecto de investigação empreendido entre 2007 e 2010, na página do Instituto dos Museus e da Conservação